# Canton de Pamandzi
Le canton de Pamandzi est une division administrative française située dans le département de Mayotte et la région Mayotte.

## Histoire
Le décret du 18 mai 1977 crée les communes mahoraises et associe à chaque commune un canton.

## Représentation

### Représentation avant 2015
| Période                                  | Période | Identité          | Étiquette | Qualité                                  |
| ---------------------------------------- | ------- | ----------------- | --------- | ---------------------------------------- |
| 2004                                     | 2011    | Fadul Ahmed Fadul | UMP       | Conseiller municipal de Pamandzi         |
| 2011                                     | 2015    | Daniel Zaïdani    | SE        | Président du conseil général (2011-2015) |
| Les données manquantes sont à compléter. |         |                   |           |                                          |

Le canton participait à l'élection du député de la première circonscription de Mayotte.

### Représentation depuis 2015
| Période élective | Période élective | Mandat | Mandat   | Identité          | Nuance | Nuance | Qualité                                                                                             |
| ---------------- | ---------------- | ------ | -------- | ----------------- | ------ | ------ | --------------------------------------------------------------------------------------------------- |
| 2015             | 2021             | 2015   | 2021     | Soihirat El Hadad |        | DVC    | Responsable de la valorisation des sciences, , membre du Mouvement pour le développement de Mayotte |
| 2015             | 2021             | 2015   | 2021     | Daniel Zaïdani    |        | DVC    | Président du conseil général (2011-2015), membre du Mouvement pour le développement de Mayotte      |
| 2021             | 2028             | 2021   | en cours | Soihirat El Hadad |        | DVC    | Conseillère sortante                                                                                |
| 2021             | 2028             | 2021   | en cours | Daniel Zaïdani    |        | DVC    | Conseiller sortant                                                                                  |

À l'issue du 1er tour des élections départementales de 2015, deux binômes sont en ballotage : Soihirat El Hadad et Daniel Zaïdani (DVD, 48,61 %) et Mohamed Ali et Ramlati Ali (DVG, 29,29 %). Le taux de participation est de 63,88 % (2 423 votants sur 3 793 inscrits) contre 62,64 % au niveau départemental et 50,17 % au niveau national.
Au second tour, Soihirat El Hadad et Daniel Zaïdani (DVD) sont élus avec 58,29 % des suffrages exprimés et un taux de participation de 66,61 % (1 420 voix pour 3 795 votants et 3 795 inscrits).

## Composition
Le canton est composé de l'unique commune de Pamandzi. Sa composition est restée inchangée à la suite du redécoupage de 2014.

## Démographie

### Démographie avant 2015
| 2002  | 2007  | 2012  |
| ----- | ----- | ----- |
| 7 510 | 9 077 | 9 892 |

### Démographie depuis 2015
En 2017, le canton comptait 11 442 habitants.
| 2017   |
| ------ |
| 11 442 |